# Fedele La Sorsa
Fedele La Sorsa (Termoli, 5 maggio 1950) è un giornalista sportivo italiano, che si occupa principalmente di calcio.

## Biografia
Fedele La Sorsa ha lavorato alla Domenica Sportiva, dal 1983 e sino al 1995 divenendo inviato sui campi della Serie A e conducendo anche, nell'estate del 1994 dagli studi di Roma l'edizione estiva della trasmissione. 
Dopo il passaggio della trasmissione a Rai Sport, La Sorsa rimane a lavorare al TG1 dove tuttora è redattore, assieme a Marco Franzelli e a Donatella Scarnati. Oltre al calcio, segue anche altri sport e le Olimpiadi.